# Boldva
Boldva is een plaats (község) en gemeente in het Hongaarse comitaat Borsod-Abaúj-Zemplén. Boldva telt 2481 inwoners (2001).
In het dorp een staat een gerestaureerde kerk met daaraan de resten van een Benedictijner klooster. Volgens bronnen is het oudste bewaard gebleven Hongaarse geschrift, uit het begin van de 12e eeuw, uit dit klooster afkomstig.
Tijdens de restauratie van de kerk hebben archeologen resten gevonden van een 5000 jaar oude kultuur en resten van paalwoningen.